# ねじ締付け管理方法
ねじ締付け管理方法（ねじしめつけかんりほうほう）は、ねじの軸力管理法。
ねじ締結時に重要となるのは軸力（ねじの軸方向にかかる力）である。軸力が弱いと振動に因る緩みの原因になり、強すぎると被締結部材の破壊を引き起こしたりねじが塑性伸びを起こし緩みの原因ともなる。そのため、製造業ではねじの軸力管理は非常に重要な問題である一方、軸力を直接把握するのは困難で、締付けトルクのような代用特性を利用している。
以下に具体的な軸力管理法を示す。

## トルク法
軸力の代用としてナットやねじの締付けトルクを管理する方法がトルク法である。トルクの90%前後が座面との摩擦に起因するため、座面の表面状態に大きく影響を受ける。トルクレンチ、トルクスパナといった工具を準備すれば行える比較的簡便な方法であるため広く普及している。その一方、他の管理法に比べて軸力がばらつきやすいという欠点を持ち、締付け係数{\displaystyle Q}は1.4 - 3となっている。

### トルク法における軸力ばらつき

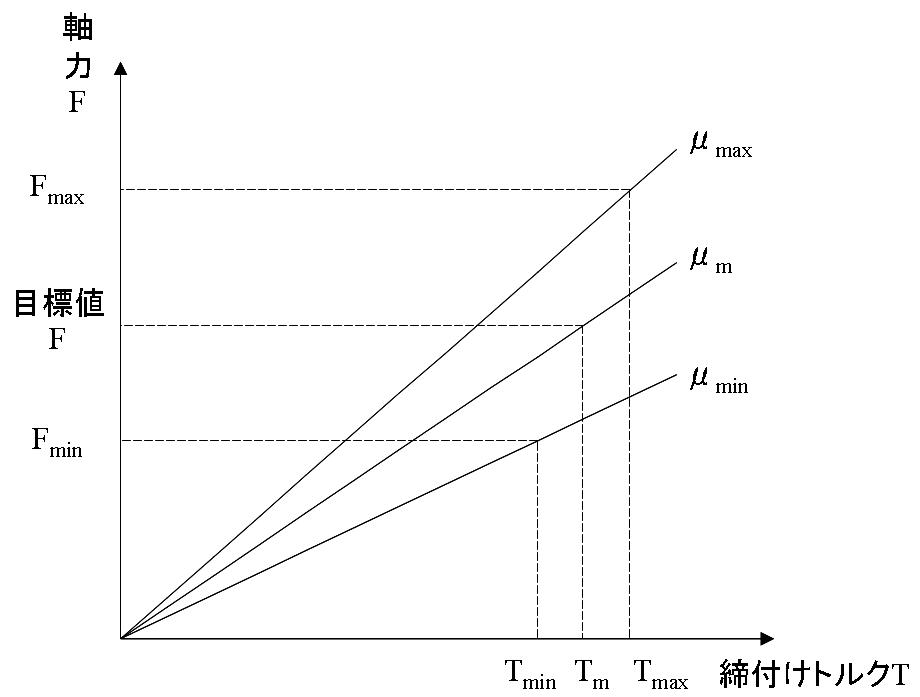
トルク法における軸力ばらつき概念図

トルク法における軸力ばらつきの要因には、トルクのばらつきと摩擦係数のばらつきが存在する。これらが軸力に及ぼす影響は次の近似式で表される。ここで{\displaystyle a}はトルクばらつき、{\displaystyle b}は摩擦係数のばらつきである。
{\displaystyle Q\fallingdotseq {\frac {1+a}{1-a}}{\frac {1+b}{1-b}}}
上式により、締付けトルクばらつき{\displaystyle a}、摩擦係数ばらつき{\displaystyle b}、両者の軸力ばらつきに対する影響度がほぼ等しいことが示される。締付けトルクばらつきの低減は比較的容易ではあるが、摩擦ばらつきの低減は困難で、これがトルク法における最大の課題と言える。
また仮に、{\displaystyle a=}0.1、{\displaystyle b=}0.3とすると、締付け係数{\displaystyle Q}は2を超えることになるが、これがトルク法使用時の標準的な状態である。
一方、締付けトルク・摩擦係数、両者に対し適切な対策をとることにより、締付け係数を1.25まで低減できたとするデータも存在する。

## 回転角法

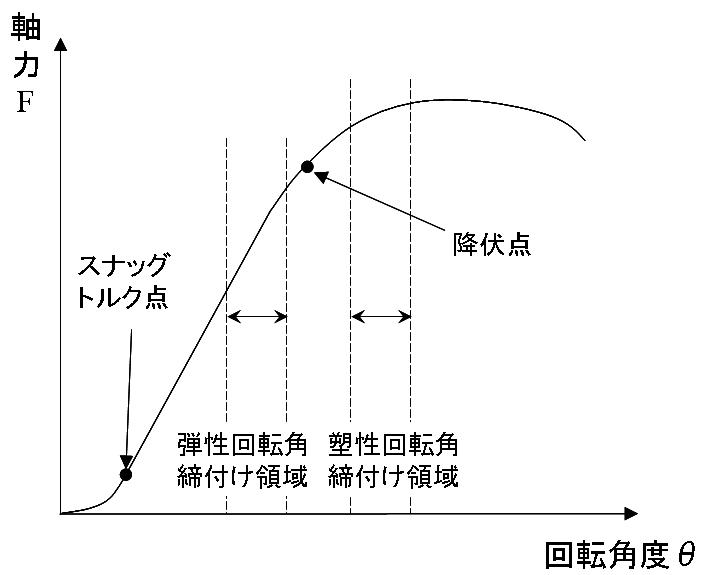
軸力-回転角関係図

回転角法では、軸力の代用としてねじ－ナット間回転角度を管理する。弾性締付けを行う弾性回転角法と、塑性締付けを行う塑性回転角法の二種類に分類される。

### 弾性回転角法
弾性回転角法ではまずスナッグトルク（ねじと座面を密着させるのに必要なトルク）で締付けを行い、その後弾性域内の所定の回転角まで回す。この方法はスナッグトルクが摩擦の影響を受け、またねじ剛性が高いとき回転角誤差の影響が強く出るため、締付け係数{\displaystyle Q}は1.5 - 3とトルク法と同程度である。

### 塑性回転角法
塑性回転角法にはスナッグトルクを基点とする方法と、降伏点を基点とする方法がある。スナッグトルクを基点とする方法では目標点が弾性域から塑性域に変わるだけであり、手順や締付け係数は弾性回転角法と同じである。
降伏点を基点とする方法では、まずねじの降伏点まで締付け、その後所定の回転角まで回す。
この方法での軸力ばらつきの要因は降伏締付け時の軸力のみに限定されるため、締付け係数{\displaystyle Q}は1.2と低く、安定した軸力管理を行える。また、塑性締付けを行っているため、弾性締付け時に比べねじに大荷重を掛けられるという利点もある。一方で、この方法ではねじが塑性伸びを起こしているため、一度外すと再使用が出来ないという欠点を持つ。この方法は車のエンジン組立てに用いられることが多い。

## トルク勾配法

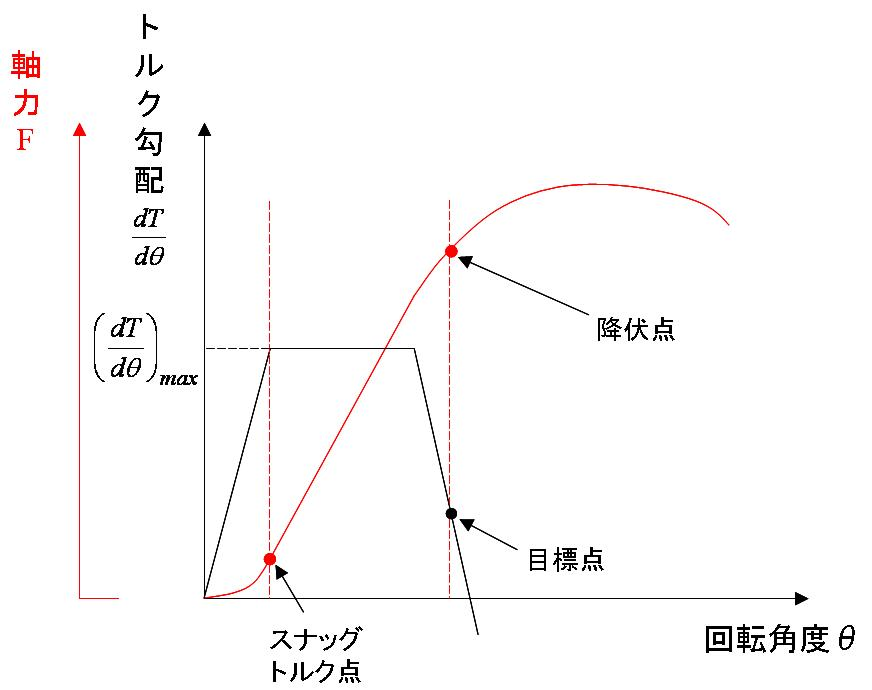
トルク勾配-回転角関係図

トルク勾配法は、回転角法におけるスナッグトルクばらつきの影響を排除しようと生み出されたもので、回転角（{\displaystyle \theta }）と締付けトルク（{\displaystyle T}）の勾配（{\displaystyle dT/d\theta }）を測定しながら締付ける方法である。トルク勾配法は降伏締付け（軸力と降伏応力が一致するよう締付ける方法）を行う際用いられることが多い。
トルク勾配はスナッグトルクに達するまで上昇し、スナッグトルクで最大値（{\displaystyle (dT/d\theta )_{max}}）に達する。その後降伏点付近まで安定し、降伏点付近から下降を始める。下降開始後、トルク勾配が最大値の1/2 - 1/3に達した所を目標点とする。
この方法はトルク勾配を測定しながら作業することから、専用器具が必要、工数の増加といった欠点がある一方で、塑性回転角法並に軸力が安定する（締付け係数{\displaystyle Q=1.2}）、塑性回転角法に比べねじの再使用性の問題が少ない、といった利点を有する。

## 各締結法の比較
|              |                                     | 利点                                                       | 欠点                                                          | 締付け係数 |
| ------------ | ----------------------------------- | ---------------------------------------------------------- | ------------------------------------------------------------- | ---------- |
| トルク法     | トルク法                            | 簡易的                                                     | 軸力のばらつきが大                                            | 1.4 - 3    |
| 回転角法     | 弾性回転角法                        | ねじ剛性が低い時、軸力は比較的安定                         | ねじ剛性が高い時、軸力のばらつきが大                          | 1.5 - 3    |
| 回転角法     | 塑性回転角法 （スナッグトルク起点） | ねじ剛性が低い時、軸力は比較的安定 大荷重を負荷出来る      | ねじ剛性が高い時、軸力のばらつきが大 ねじの再使用性に問題あり | 1.5 - 3    |
| 回転角法     | 塑性回転角法 （降伏点起点）         | 大荷重を負荷出来る 軸力が安定                              | 降伏点締付けを行う必要あり ねじの再使用性に問題あり           | 1.2        |
| トルク勾配法 | トルク勾配法                        | 軸力が安定 比較的大荷重を負荷出来る 再使用性の問題が少ない | 専用の器具が必要 工数の増加                                   | 1.2        |

## その他の方法
上記以外の方法として、超音波などで軸力そのものを計測しながら締付ける方法（超音波ボルト軸力計）、伸びを計測しながら締付ける方法、高温に過熱したボルトをはめ、冷却による収縮で締付ける方法などもあるが、これらはあまり一般的ではない。

## 参考資料
- JIS B 1083 ねじの締付け通則
- 酒井智次 『増補 ねじ締結概論』第8版 養賢堂、2000年第1版、2003年増補第4版 ISBN 978-4842503486